# توشيو فوكوي
توشيو فوكوي هو متسابق خماسي حديث ياباني، ولد في 2 يناير 1943 في شيمانه في اليابان.

## وصلات خارجية
- توشيو فوكوي على موقع أوليمبيديا (الإنجليزية)